# Кіркконуммі
60°07′25″ пн. ш. 24°26′20″ сх. д. / 60.123611111111° пн. ш. 24.438888888889° сх. д.
Кіркконуммі (фін. Kirkkonummi, швед. Kyrkslätt) — фінський муніципалітет, розташований в Уусімаа, Гельсінкі на узбережжі Фінської затоки. На сході Кіркконуммі межує з Еспоо. Інші сусідні муніципалітети — Віхті, Сіунтіо та Інкоо. Муніципалітет Кіркконуммі є двомовним: 73,2 % жителів говорять фінською мовою і 14,8 % — шведською. Припускається, що назва муніципалітету походить від 700-річної церкви Кірконуммі, яка розташована на вершині пагорба в муніципальному центрі.
У Кіркконуммі проживає 41 154 людини, а його площа становить 1017,01 км2, з яких 27,31 км2 займають водойми. Щільність населення — 112,4 жителя на км2. Кіркконуммі — другий за чисельністю населення муніципалітет у Фінляндії після Нурміярві, який не називає себе містом. Однак, згідно зі статистичним угрупуванням муніципалітетів, Кіркконуммі є міським муніципалітетом, оскільки його найбільша агломерація, тобто центр Кіркконуммі, має приблизно 20 000 жителів. Найбільшими населеними пунктами муніципалітету є церковне село Кіркконуммі (муніципальний центр), Гестербю, Масала, Вейккола, Кантвік і гарнізон Упінніемі біля моря. Окрім них, у Кіркконуммі є десятки маленьких сіл.

## Історія
Кіркконуммі був заселений з кам'яної доби — регіон був особливо популярним житловим районом під час мезоліту. 1911 року Жан Сібеліус виявив перший у Фінляндії наскельний малюнок на березі озера Віттраск, які згодом також були знайдені в Юус'ярві. Знаряддя кам'яної доби та місця проживання були знайдені в Евіцкозі, Лапінкюлі, Ойтмякі та Каухалі. Осуарій Кіркконуммі є одним із трьох найдавніших свідчень людської культури у Фінляндії. Його вік оцінюється приблизно в 8500 років. У Кіркконуммі також є кам'яні могили бронзової доби та вугільні печі, зосереджені біля моря, наприклад, навколо Піккаланлахті та біля Сундета, а також кургани в Саарвіку, Сундсбергу, Толсі, Корккуллі, Стресбі та Рефсеї на мисі Порккала. У Кіркконуммі також був знайдений меч бронзової доби, який був поширений у Західній Європі у 1300—1100 роках до н. е..
Знахідки залізної доби в Кіркконуммі та Центральній Уусімаа дуже нечисленні, тому вважається, що в ті часи регіон втратив населення через війну або хвороби. Однак землеробство в цьому районі було з VII століття. Старі традиційні поселення, що збереглися за історичний час, були засновані на початку XI століття та охоплюють села Хаапаярві, Йорвас, Калярві, Каухала і Вейккола.
Після другого хрестового походу, з кінця XIII століття, шведська колонізація фінського узбережжя також поширилася на Західну Уусімаа і водночас на Кіркконуммі. На першому етапі поселенці захопили пасовища та місця для лову сардини на берегах сучасного Тавастф'єрдена.
Одна з найважливіших доріг у королівстві, Велика магістраль між Турку та Виборгом, була прокладена через Кіркконуммі в XIV столітті, дотримуючись приблизно тієї самої траси, що й використовується донині.
За часів Другої світової війни Радянський Союз примусово орендував територію Порккала, яка охоплювала Кіркконуммі та прилеглі муніципалітети на 50 років відповідно до Московської мирної угоди. Там розмістили військово-морську базу. Однак Радянський Союз повернув територію Порккала вже в 1956 році. За оцінками, на час базування Червоної армії в Порккалі було приблизно 20 000-30 000 військовослужбовців. Спостережний пункт для радянських військових знаходився на березі бухти Еспоо у вежі Майвік. З тих часів у Кіркконуммі збереглися бетонні бункери, залишки авіабази та інші споруди.
Визначними місцями в Кірконуммі є середньовічний кам'яний церковний громадський центр, дерев'яна церква в селі Хаапаярві, садиба Хвіттраскі в Луома та парафіяльний центр, що був побудований як резиденція трьома відомими фінськими архітекторами: Еліелем Сааріненом, Германом Гезелліусом і Армасом Ліндгреном. Парафіяльний центр був спроєктований у 1984 році одним із найвідоміших архітекторів Фінляндії — Юха Лейвіскя, але має бути знесений у 2024 році, хоча Музейне агентство підтримало його збереження та оцінило його як придатне для ремонту.

### Традиційні страви
У 1980-х роках традиційними стравами Кіркконуммі називали суп з солоного оселедця і житній хліб, а також млинець з манної крупи.

## Географія
Географічно Кіркконуммі має два великі миси — Порккала та Упінніемі, де розташована військово-морська база та гарнізон, заснований у 1959 році. Порккала є важливим пунктом зупинки для перелітних птахів Балтійського моря та є найтихішим місцем в Уусімаа. Частина національного парку Нууксіо знаходиться на стороні Кіркконуммі. Фітогеографічно Кіркконуммі належить до гемібореальної зони.
Станом на 2024 рік Кіркконуммі має 97 природних та частково розташовних у муніципалітеті заповідників.
На території муніципалітету є 86 озер, найбільші з яких Віттреск, Хумальярві та Стортреск-Бактраск. Більшість озер розташовані на північ від залізничного переїзду Кіркконуммі.

## Клімат
Кіркконуммі має вологий континентальний клімат. Тут довга й холодна зима, тепле літо, а весна та осінь — дощові й прохолодні. Кіркконумні має схожий клімат з Хоккайдо та Новою Шотландією. Дощі йдуть цілий рік, але переважно на початку та в кінці осені. Найтепліша температура, виміряна в Кіркконуммі, становила 34,8 °C, а найхолодніша -31,4 °C.

## Населення
Кіркконуммі — 28-й за чисельністю населення муніципалітет Фінляндії. Населення муніципалітету збільшується з 1990-х років та на кінець 2023 року становило 41 160 осіб, що складає 2,3 % населення провінції Уусімаа. 16,2 % населення Кіркконуммі молодше 15 років, 63,4 % — люди працездатного віку, 20,4 % — старше 65 років. Іншомовне населення Кіркконуммі у 2021 році становило 4000 осіб, або 9,9 % жителів міста.

## Міста-побратими
- Сундбюберг, Швеція[24]
- Палдіскі, Естонія[24]